# Samoa Air
 (novembre 2016).
Si vous disposez d'ouvrages ou d'articles de référence ou si vous connaissez des sites web de qualité traitant du thème abordé ici, merci de compléter l'article en donnant les références utiles à sa vérifiabilité et en les liant à la section « Notes et références ».
Samoa Air était une compagnie aérienne des îles Samoa.

## Flotte
- Deux Britten-Norman Islander
- Un Cessna 208 Caravan

## Approche commerciale
Samoa Air factura ses passagers en fonction de leurs poids et celui de leurs bagages, suivant en cela un concept développé par le prospectiviste néozélandais Ian Yeoman.